# Olszowe Błoto
Olszowe Błoto (kaszb. Òlszowé Błoto) – część wsi Bącz w Polsce, położona w województwie pomorskim, w powiecie kartuskim, w gminie Kartuzy, nad jeziorem Bąckim, otoczona jest lasami na terenie Kaszubskiego Parku Krajobrazowego. Wchodzi w skład sołectwa Bącz.
W latach 1975–1998 Olszowe Błoto administracyjnie należało do województwa gdańskiego.
Przed 1920 miejscowość nosiła nazwę niemiecką Olzewoblott.